# Llac Murten
El llac Morat (alemany: Murtensee; francès: Lac de Morat) és un llac de Suïssa situat entre els cantons del Friburg i el Vaud, al peu del mont Vully. És el més petit dels llacs de Seeland o País dels Tres Llacs,. Deu el nom a la ciutat de Murten, situada en la seva riba oriental amb la ciutat romana d'Aventicum (30 dC).

## Geografia
El principal afluent del llac és el Broye, que aporta un 63% del total que rep el llac. El llac de Murten està unit al llac de Neuchâtel pel canal de Broye. Serveix, juntament amb el llac de Neuchâtel, d'embassament de compensació per a les aigües de l'Aar que es desguassa al llac de Bienne. En efecte, si el nivell d'aquest últim pugés massa, el desbordament podria parar-se o fins i tot anar en sentit invers.
El llac té una longitud de 8,2 quilòmetres i una amplària màxima de 2,8 km. La profunditat màxima n'és de 45 metres. El llac té un volum d'aigua de 0,55 km³ i l'aigua roman en teoria 1,6 anys al llac. La superficie és de 22,8 km².

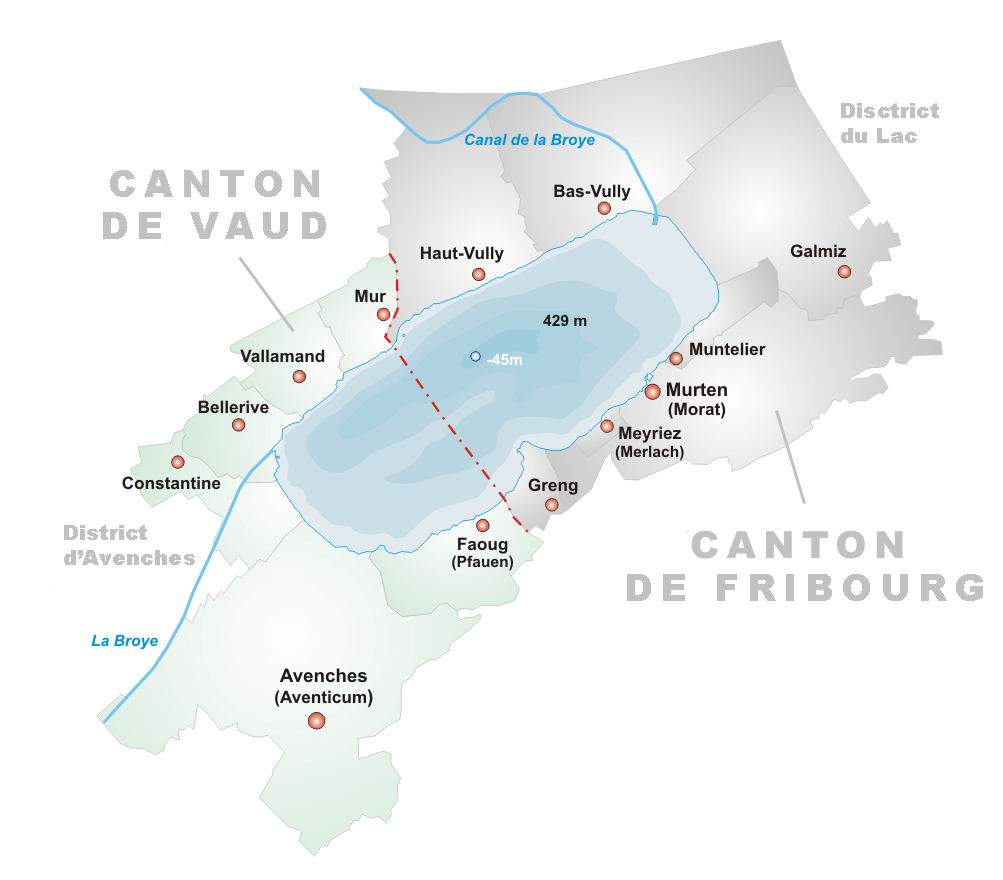
Mapa del llac Murten.

## Activitats
En el moment d'Exposició Nacional Suïssa 2002, el llac va acollir, a 200 metres del port de Murten, un monòlit de l'artista Jean Nouvel. Feia 34 metres d'alt i va ser desmuntat de nou després de l'exposició nacional.